# Cosmophorus henscheli
Cosmophorus henscheli är en stekelart som beskrevs av Ruschka 1925. Cosmophorus henscheli ingår i släktet Cosmophorus och familjen bracksteklar. Arten är reproducerande i Sverige. Inga underarter finns listade i Catalogue of Life.